# Калининск

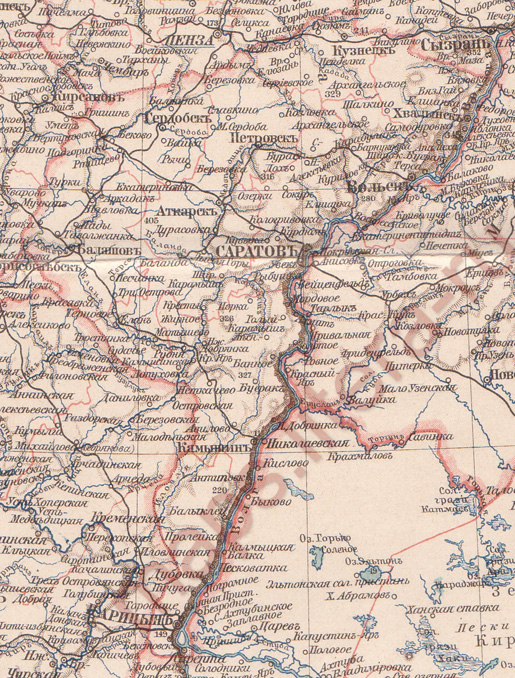
Баланда́, на карте 1896 г..

Кали́нинск (до 1962 года — Баланда) — город в России, административный центр Калининского района Саратовской области, город областного подчинения.
Образует одноимённое муниципальное образование город Калининск со статусом городского поселения как единственный населённый пункт в его составе. Расположен на западной окраине Приволжской возвышенности, на реке Баланда́ (приток Медведицы), в 121 километре к западу от Саратова. Железнодорожная станция Калининск-Саратовский Приволжской железной дороги, узел автомобильных дорог Балашов — Саратов (трасса М-6). Ранее имел названия — Баландинский юрт, Баландинский городок, Баланда.

## Название
В литературных источниках, до Октябрьской революции 1917 года, указывается, что существовала легенда, по которой своё название река Баланда́ получила название от имени атамана, жившего и промышлявшего в здешних местах.

«Бортник Гришка Васильев сын Давыдов, да Федька Семенов сын, по прозвишу Блинок, и другие ходят в бортной Шубенской ухожей на р. Медведице, по обе стороны, до верхов и с малыми речками: с Карамышем и Калшлен и с Баландинского юрта и с речкою Идолгою — платят 4 руб 28 алтын 2 деньги»— писцевая книга 1622 года
 Соответственно так и назвали будущий юрт (деревню) на реке Баланда́, на берегах которой он был основан. Хотя с древнетюркского языка Баланда́ переводится как рыбная река. Существует ещё одна легенда названия реки Баланда. Широкая, полноводная, богатая рыбой река была удобным местом для отдыха торговых караванов. Обычным готовившимся блюдом была похлебка «баланда». Соответственно и место отдыха называли баландой.

## История
Первое упоминание о Баланди́нском юрте (как месте промыслов дикого мёда, воска, ягод, грибов, рыбы, пушного зверя) относится ко второй половине XVI века. Баландинский юрт якобы был местом кочевья (территорией) племён родоплеменного союза тюркизированных иранцев и тюрков-кыпчаков.
Первыми поселенцами на реке Баланда́ были донские казаки, промышлявшие тут охотой, рыбной ловлей и «взиманием пошлины» (грабежом), а позже стали переселяться крестьяне из центральных районов России, ищущие свободные земли. Вся долина реки была покрыта лесом. Рядом с рекой было много глубоководных озёр: Бобровое, Тростовое, Подгорное, Лебяжье, Журавское. Так и появился Баландинский городок.
Дикопорожняя земля, за Пензенским валом, влекла служивых людей своими рыбными, звериными, лесными и сенокосными угодьями, и они подают правительству челобитные об отводе (даче) этих земель в их пользование и заселение, в поздней Пензенской провинции.

«Если вам от поляков будет утеснение, то гетман и черкасы шли бы в сторону царского величества, а у царского величества в Русском государстве земли великие, пространные и изобильные, поселиться им есть где: угодно им поселиться по рекам Донцу, Медведице и другим угожим и пространным местам».— Переговоры о присоединении Малороссии к России, 22 марта 1652 г..
Деревня Баланда́ была основана выходцами (переселенцами) с Дона в 1680 году, позже к ним добавились слобожане с Украины (с Харьковского полка).
Во время второй ревизии владельцем сельца Баланды и деревни Альшанки был граф П. Б. Шереметьев. В книге А. А. Голомбиевского, Завальный стан Пензенскаго уезда по переписной книге 2-й генеральной ревизiи (1745 — 1747 годов). (Та часть стана, которая в настоящее время вошла в состав Саратовской губернiи) указано что сельцо Богородское (Баланда и Городок), имело 121 душу мужского пола, принадлежало действительному камергеру графу П. Б. Шереметьеву, и его население переведено от его тестя князя А. М. Черкасского из Нижегородского и Саранского уездов.
В 1780 году при образовании Саратовской наместничества Баланда́ стала волостью Аткарского уезда, в которой насчитывалось более 7 тысяч жителей, 38 промышленных заведений, три трактира, 26 лавок, большая хлебная и другая торговля. Проводились базары и ярмарки.
В конце XVIII века до 1797 года, окрестные земли, 38 тысяч десятин, были пожалованы графу Шереметеву (в другом источнике куплены графом), одновременно с землёй раздавались и жившие на ней крестьяне. Так, были закрепощены крестьяне села Баланды и деревни Ольшанки, так появилась Баландинская вотчина графа Шереметева.

У нас в селе Баланда — смешанный род, великорусский и малорусский. Мы малорусские слобожане, изстаринные пришельцы к доброму пану Шереметеву. Тогда он был добрый пан за наши гроши. В 1802 году — деды наши купили ему 19000 десятин на свои деньги, а на его имя. То стало у него 37000 десятин. Купчую делали в Пензенской Казённой палате, тогда Саратов ещё мало существовал. После воли, сколько не тягались, да ничего не вытягали. А на волю нас пустили по дарственному наделу. Одна десятина с осьмой на душу". Теперь у нас 1400 дворов, всего населения за 10000 душ, а земли 2040 десятин. У кого три сажени, у кого четыре. А владение наше не общинное, а просто огородное.— Кирносов Никита Савельевич, родился в 1847 году. Крестьянин села Баланды, Аткарского уезда. Малограмотный. Занимается земледелием. Соц-революц.. Член Государственной Думы Второго созыва. Журнал «Русское Богатство». Депутаты Второй Думы. Очерки и наброски. 1907 год, май.
С 1797 года — в Саратовской губернии. С 1851 года по 1918 год — в Аткарском уезде.
Со строительством в 1895 году станции Боковой, ветви Рязанско-Уральской железной дороги село Баланда́ приобрела известность большого, торгового села, в котором насчитывалось более 10 тысяч жителей, свыше 80 промышленных и торговых заведений. Большая торговля хлебом и скотом.
В 1878 году, была открыта церковно-приходская школа, сообщали «Саратовские епархиальные ведомости» в статье 1886 года.
С 1897 года — слобода.

Баланда слоб. аткарского у. Саратовской губ. на р. Баланде, в 60 км юго-западу от г. Аткарска. В ней — 1 316 дворов и 7 185 жителей, промыш. заведений — 38, трактиров — 3, лавок — 28, большая хлебная и другая торговля, базары, ярмарка. Жители занимаются также выделкой сурковых шкурок и вытапливанием сала из сурков. Б. — имение гр. Шереметева.— Энциклопедический словарь Ф.А. Брокгауза и И.А. Ефрона. — С.-Пб.: Брокгауз-Ефрон. 1890—1907.
Население — 14 949 чел. (2021).
На рубеже XIX—XX веков со строительством административных и частных зданий сформировался архитектурный ансамбль села. Были возведены 4 церкви, винокурный завод графа С. Д. Шереметева; открыты гимназия, ремесленное училище, больница, церковно-приходские школы, почта, банк; одних только мельниц насчитывалось более четырнадцати.
На начало XX века — 1 409 дворов, 7 651 житель, 3 церкви, более 70 промышленных и торговых заведений, значительная торговля хлебом и скотом, проводились крупные ярмарки, весной и осенью, две: двухнедельные Вознесенская и Крестовоздвиженская, с оборотом свыше 300 000 рублей; третья — Крещенская;
В 1903 году слободу посетил губернатор Петр Аркадьевич Столыпин.
В 1919 году село посетил М. И. Калинин, который 20 июля, выступал здесь на митингах в железнодорожном депо и на площади, перед жителями села и красноармейцами 23-й стрелковой дивизии, 9-й армии, Южного фронта.
С 11 июня 1928 по 10 января 1934 года находилось в составе Саратовского округа Нижне-Волжского края, центр Баланди́нского района.
С 1939 года — рабочий посёлок Баланда́. В предвоенные годы шло дальнейшее развитие промышленности: появилось автотранспортное предприятие, завод по производству гуттаперчи, спиртзавод.
В период Великой Отечественной войны в Баланде формировались 458-й, 460-й и 467-й артиллерийские полки резерва Главного Командования, 342-я стрелковая дивизия, размещался военный госпиталь № 3282. В начале 1943 года в район города была выведена с фронта, для отдыха и доукомплектования, 115-я отдельная стрелковая бригада.
В 1962 году указом Президиума Верховного Совета РСФСР рабочий посёлок Баланда преобразован в город районного подчинения и переименован в Калининск.

## Климат
Климат Калининска — умеренно континентальный, засушливый. Зимы длительные и морозные, лето жаркое.
| Показатель                    | Янв.  | Фев.  | Март | Апр. | Май  | Июнь | Июль | Авг. | Сен. | Окт. | Нояб. | Дек. | Год  |
| ----------------------------- | ----- | ----- | ---- | ---- | ---- | ---- | ---- | ---- | ---- | ---- | ----- | ---- | ---- |
| Средний суточный максимум, °C | −7,1  | −6,4  | −0,6 | 12,2 | 21,1 | 25,3 | 27,0 | 25,8 | 19,1 | 9,8  | 1,2   | −3,9 | 10,3 |
| Средняя температура, °C       | −10,8 | −10,4 | −4,3 | 7,3  | 15,0 | 19,2 | 21,0 | 19,7 | 13,7 | 5,8  | −1,7  | −6,9 | 5,6  |
| Средний суточный минимум, °C  | −14,4 | −14,3 | −8   | 2,4  | 9,0  | 13,2 | 15,1 | 13,7 | 8,3  | 1,9  | −4,5  | −9,9 | 1,0  |
| Норма осадков, мм             | 36    | 24    | 22   | 31   | 34   | 53   | 53   | 45   | 44   | 48   | 43    | 37   | 459  |
| Источник: Климат Калининска   |       |       |      |      |      |      |      |      |      |      |       |      |      |

## Население
| 1897    | 1939    | 1959    | 1970    | 1979    | 1989    | 1992    | 1996    | 1998    |
| ------- | ------- | ------- | ------- | ------- | ------- | ------- | ------- | ------- |
| 7200    | ↗13 020 | ↗13 243 | ↗16 311 | ↗18 553 | ↗19 347 | ↗19 400 | ↗20 000 | ↗20 100 |
| 2000    | 2001    | 2002    | 2003    | 2005    | 2006    | 2007    | 2008    | 2009    |
| →20 100 | →20 100 | ↘18 855 | ↗18 900 | →18 900 | ↘18 800 | ↘18 700 | →18 700 | ↘18 672 |
| 2010    | 2011    | 2012    | 2013    | 2014    | 2015    | 2016    | 2017    | 2018    |
| ↘16 441 | ↘16 410 | ↘16 307 | ↘16 172 | ↘16 061 | ↘15 960 | ↘15 869 | ↘15 841 | ↘15 821 |
| 2019    | 2020    | 2021    |         |         |         |         |         |         |
| ↘15 635 | ↘15 508 | ↘14 949 |         |         |         |         |         |         |

На 1 января 2025 года по численности населения город находился на 785-м месте из 1124 городов Российской Федерации.
Национальный состав
По данным переписи населения 1939 года: русские — 57,8 % или 7525 чел., украинцы — 39,2 % или 5099 чел.

## Промышленность
- Завод «КРИЗ» (многопрофильное предприятие химической промышленности)
- Завод «Грейс-Криз»
- Лакокрасочный завод «Спектр-ТП»
- Пивоваренный завод «Пищевик»
- Мясокомбинат «Рамфуд»

## СМИ
Газеты
- «Народная трибуна», с 1996 года[33] общественно-политическая газета и муниципальная газета МУП, ранее называлась «Путь Ильича», «Заря коммунизма» (в 1959 году), «Сталинский путь» (в военные годы), «Сталинец» (в 1939 году), «Баландинский колхозник» (с 10 декабря 1931 года), «В боях за колхозы» (с 19 сентября 1929 года).
- «Новое время Калининск» газета рекламы и объявлений частная ИП.

## Достопримечательности
- Памятник «Всероссийскому старосте» М. И. Калинину, на площади, где он выступал, перед жителями села и красноармейцами 23-й стрелковой дивизии, 9-й армии, Южного фронта.
- Усадьба графов Шереметевых — памятник истории и ландшафтной архитектуры, находилась на самом красивом и видном месте города — «Поповой шишке»: белый с колоннами дом, вокруг множество служебных построек. Вокруг дома был разбит парк: сосны, березы, сиреневые аллеи. В 1949 году в здании размещался туберкулезный санаторий. В настоящее время всё разрушено.
- Стадион.
- Городской музей краеведения, в котором можно узнать много об истории Баланды, а также современного Калининска.
- В городе Калининске имеются старинные особняки купцов Ганненковых (современное здание Пенсионного фонда, здание ДОСААФ, перестроенное здание церкви), купца Кузнецова (здание районного узла связи), купца Крюкова (бывшее здание горсовета). На берегу реки, фасадом к центральной части города располагается бывшая чайная Булдыченко (ныне здание Горсовета).
- Имеется храм Святой Равноапостольной Ольги. В 2010 г. началось строительство храма преподобного Серафима Саровского.
- Парк.